# Ms. Temper and Nam Jung Gi
Ms. Temper and Nam Jung Gi (en hangul, 욱씨남정기; romanización revisada, Okssinamjeonggi), es una serie de televisión surcoreana emitida en  2016, protagonizada por Yoon Sang Hyun y Lee Yo Won. Fue transmitida por JTBC desde el 18 de marzo hasta el 7 de mayo de 2016, con una longitud de 16 episodios emitidos cada viernes y sábados a las 20:30 (KST).

## Argumento
El mánager del departamento de marketing Jung Nam Gi (Yoon Sang Hyun) es demasiado bueno, tan bueno que sus colegas lo llaman Padre Teresa y Unicef caminante. No hay nada que enoje a Nam Gi, excepto Wook Da Jung (Lee Yo-won), una desagradable empleada, que no se impresiona con la naturaleza afable de Nam Gi. De hecho, su bondad parece poner de manifiesto lo peor de ella y revive las llamas de su furia en todo. Al estar tiempo juntos, nadie sabe si el temperamento de Da Jung finalmente obligue a encender la ira de Nam Gi o por el contrario ella se calme y deje de ser tan desagradable.

## Reparto

### Personajes principales
- Lee Yo-won Wook Da Jung.
- Yoon Sang Hyun como Nam Jung Gi.

### Personajes secundarios
- Hwang Chan Sung como Nam Bong Gi.
- Choi Hyun Joon como Nam Woo Joo.
- Lim Ha Ryong como Nam Yong Gab.
- Son Jong Hak como Kim Hwan Kyu.
- Song Jae Hee como Ji Yoon Ho.
- Yoo Jae-myung como Jo Dong-gyoo.
- Kim Sun Young como Han Young Mi.
- Kwon Hyun Sang como Park Hyun Woo.
- Hwang Bo Ra como Jang Mi Ri.
- Ahn Sang Woo como Líder Shin.

### Personajes invitados
- Lee Jung-jin como Jang Shi-hwan.